# Kapoli Antal (fafaragó, 1867–1957)
Id. Kapoli Antal (Gyalán, 1867. november 4. – Somogyhárságy, 1957. április 12.) Kossuth-díjas fafaragó pásztor, a Népművészet Mestere (1954).

## Élete
Ősei generációk óta a juhászkodással foglalkoztak. 12 éves korában kezdett a pásztorkodással és a fafaragással foglalkozni. Először csak saját kedvére, később már megrendelésre készítette a parasztság körében alkalmazott használati és dísztárgyakat. Pásztorbotok, botok, kobakok, kulacsok, só- és paprikatartókat készített. Mintáit maga találta ki. Ismerte az ősi motívumok - figurák, virágdíszek -  jelentését, melyeket használt, s néhányat maga is kitalált. Munkái senkiével össze nem téveszthetők. Többször alkalmazott virágdíszítményeket, egyes jeleneteket a pásztorok és betyárok világából. Sokszor változtatta lakóhelyét, vándorlásai során egész Somogyban látta a kortársak és az elődök által készített faragásokat. Művei számos kiállításon szerepeltek, köztük a fővárosi Néprajzi Múzeumban, a Kecskeméti Katona József Múzeum Magyar naiv művészek gyűjteményében, a kaposvári múzeumban és számos egyéb kiállítóhelyen. Tehetségét élete alkonyán több kitüntetéssel is elismerték. 1954-ben a Népművészet Mestere címet kapta, 1955-ben pedig Kossuth-díjas népművész lett. 1957-ben, 90 éves korában hunyt el.

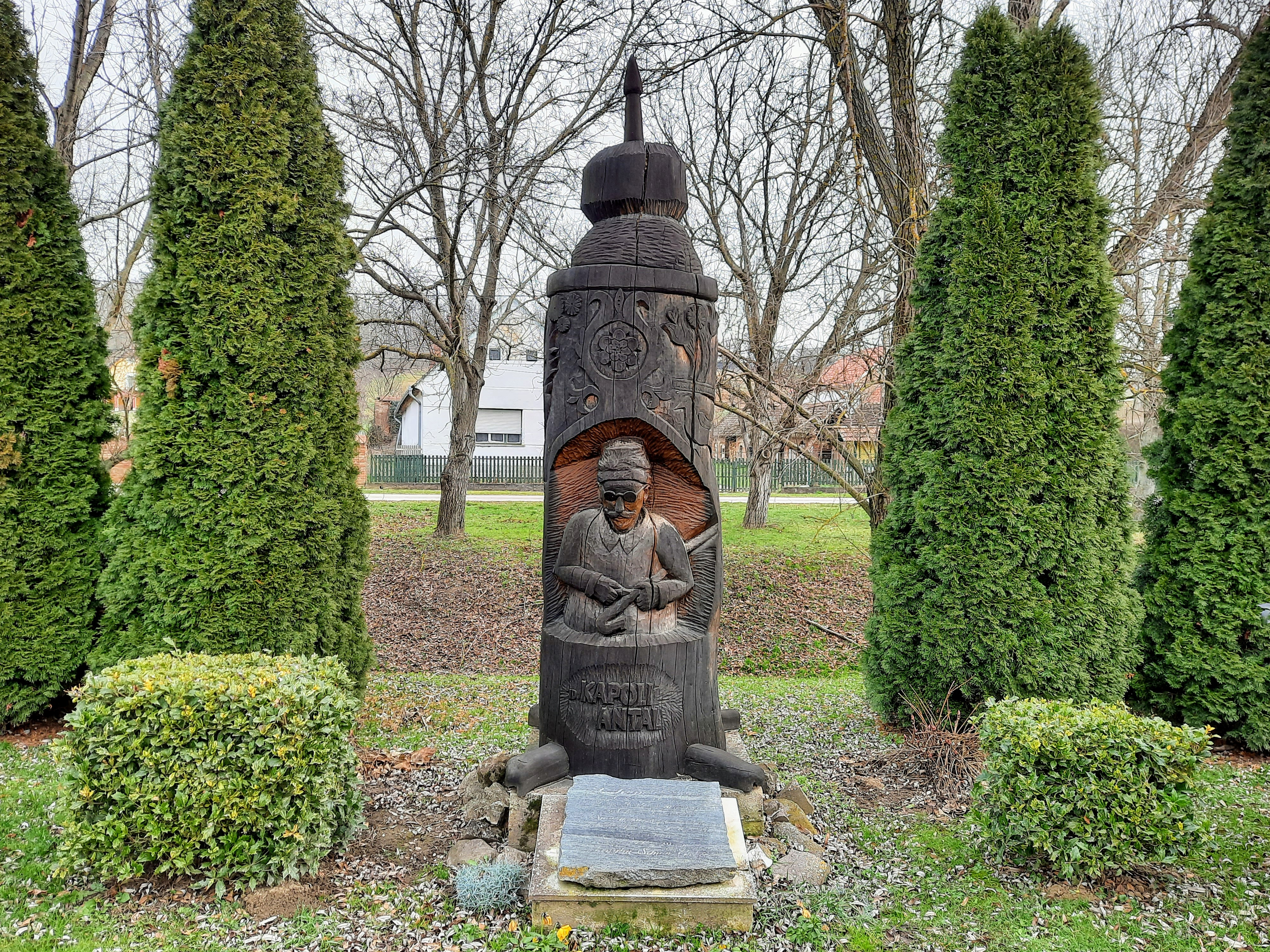
Kapoli Antal emlékműve Somogyhárságyon

Fia ifj. Kapoli Antal juhász, fafaragó szintén Népművészet Mestere díjas lett.